# چاغلار شاهین آک‌بابا
چاغلار شاهین آک‌بابا (انگلیسی: Çağlar Şahin Akbaba؛ زادهٔ ۱۷ مارس ۱۹۹۵) بازیکن فوتبال اهل ترکیه است.
از باشگاه‌هایی که در آن بازی کرده‌است می‌توان به باشگاه فوتبال بوکاسپور و باشگاه فوتبال الازیغ‌اسپور اشاره کرد.
وی همچنین در تیم ملی فوتبال Turkey U19 بازی کرده‌است.